# Liste d'œuvres d'art public dans le département du Rhône
Cet article vise à recenser les œuvres d'art dans l'espace public dans la circonscription départementale du Rhône (département et métropole de Lyon), en France.

## Liste
Les œuvres sont classées par ordre alphabétique de communes et, au sein de celles-ci, par ordre chronologique d'installation, dans la mesure des informations disponibles.

### Sculptures
| Œuvre                      | Auteur              | Commune              | Localisation                                       | Notes | Installation                                       | Coordonnées                                        | Illustration |
| -------------------------- | ------------------- | -------------------- | -------------------------------------------------- | --- | -------------------------------------------------- | -------------------------------------------------- | --- |
| Buste de Fredéric Dugoujon | À déterminer        | Caluire-et-Cuire     | À déterminer                                       | | À déterminer                                       | à géolocaliser                                     | Buste de Fredéric Dugoujon |
| Sans titre                 | Jasper Morrison     | Éveux                | Couvent Sainte-Marie de La Tourette                | | 2000                                               | 45° 49′ 18″ nord, 4° 37′ 22″ est                   | Image manquante |
| L'Arc de triomphe          | Patrick Raynaud     | Givors               | Place du Port-du-Bief                              | | 1988                                               | 45° 34′ 51″ nord, 4° 46′ 42″ est                   | Image manquante |
|                            |                     | Lyon                 | Voir la liste d'œuvres d'art public à Lyon         | Voir la liste d'œuvres d'art public à Lyon | Voir la liste d'œuvres d'art public à Lyon         | Voir la liste d'œuvres d'art public à Lyon         | Voir la liste d'œuvres d'art public à Lyon |
| Buste de Simon Saint-Jean, | À déterminer        | Millery              | Place du marché                                    | Représente Simon Saint-Jean. L'original en bronze de 1885 est fondu sous le régime de Vichy, dans le cadre de la mobilisation des métaux non ferreux. | 1950                                               | à géolocaliser                                     | Buste de Simon Saint-Jean« Monument à Simon Saint-Jean à Millery », sur À nos grands hommes,« Monument à Simon Saint-Jean à Millery », sur e-monumen |
| Sans titre                 | Jean-Pierre Raynaud | Oullins              | Carrefour de la Croix-Tournus                      | | 1986                                               | 45° 42′ 53″ nord, 4° 48′ 06″ est                   | Image manquante |
| Chemin du Bac              | Robert Magand       | Oullins              | Square Jean-Jaurès                                 | | 1982                                               | 45° 43′ 06″ nord, 4° 49′ 05″ est                   | Chemin du Bac |
| Sculpture                  | À déterminer        | Pierre-Bénite        | À déterminer                                       | | À déterminer                                       | à géolocaliser                                     | Sculpture |
| Sculpture                  | À déterminer        | Pierre-Bénite        | À déterminer                                       | | À déterminer                                       | à géolocaliser                                     | Sculpture |
| Statue de Napoléon Ier     | À déterminer        | Poule-les-Écharmeaux | À déterminer                                       | Représente Napoléon Ier. | À déterminer                                       | à géolocaliser                                     | Statue de Napoléon Ier |
| Sans titre                 | Georges Adilon      | Rillieux-la-Pape     | Usine d'incinération                               | | 1989                                               | 45° 49′ 11″ nord, 4° 53′ 50″ est                   | Image manquante |
| La Flèche pyramidale       | Kate Blacker (en)   | Saint-Fons           | À déterminer                                       | | 1988                                               | 45° 41′ 05″ nord, 4° 50′ 48″ est                   | Image manquante |
| Comme une cage de lumière  | Jean-Luc Vilmouth   | Saint-Fons           | Lycée professionnel Léon-Blum                      | | 1988                                               | 45° 41′ 37″ nord, 4° 51′ 16″ est                   | Image manquante |
| Buste de Claude Bernard    | À déterminer        | Saint-Julien         | À déterminer                                       | Représente Claude Bernard. | À déterminer                                       | à géolocaliser                                     | Buste de Claude Bernard |
|                            |                     | Vénissieux           | Voir la liste d'œuvres d'art public à Vénissieux   | Voir la liste d'œuvres d'art public à Vénissieux | Voir la liste d'œuvres d'art public à Vénissieux   | Voir la liste d'œuvres d'art public à Vénissieux   | Voir la liste d'œuvres d'art public à Vénissieux |
| Les Jouteurs               | À déterminer        | Vernaison            | À déterminer                                       | | À déterminer                                       | à géolocaliser                                     | Les Jouteurs |
|                            |                     | Villeurbanne         | Voir la liste d'œuvres d'art public à Villeurbanne | Voir la liste d'œuvres d'art public à Villeurbanne | Voir la liste d'œuvres d'art public à Villeurbanne | Voir la liste d'œuvres d'art public à Villeurbanne | Voir la liste d'œuvres d'art public à Villeurbanne                                                                                                   |

### Monuments aux morts
| Œuvre                               | Auteur                      | Commune              | Localisation                                                           | Notes                                      | Installation                               | Coordonnées                                | Illustration                               |
| ----------------------------------- | --------------------------- | -------------------- | ---------------------------------------------------------------------- | ------------------------------------------ | ------------------------------------------ | ------------------------------------------ | ------------------------------------------ |
| Poilu au repos (monument aux morts) | Copie d'après Étienne Camus | Ancy                 | À déterminer                                                           |                                            | 1921                                       | à géolocaliser                             | Image manquante                            |
| Poilu au repos (monument aux morts) | Copie d'après Étienne Camus | Haute-Rivoire        | Derrière la mairie                                                     |                                            | 1921                                       | à géolocaliser                             | Image manquante                            |
| Poilu au repos (monument aux morts) | Copie d'après Étienne Camus | Joux                 | Rue des fossés vieux                                                   |                                            | À déterminer                               | à géolocaliser                             | Poilu au repos (monument aux morts)        |
|                                     |                             | Lyon                 | Voir la liste d'œuvres d'art public à Lyon                             | Voir la liste d'œuvres d'art public à Lyon | Voir la liste d'œuvres d'art public à Lyon | Voir la liste d'œuvres d'art public à Lyon | Voir la liste d'œuvres d'art public à Lyon |
| Poilu au repos (monument aux morts) | Copie d'après Étienne Camus | Pont-Trambouze       | Sur la place Michalot                                                  |                                            | 1921                                       | à géolocaliser                             | Poilu au repos (monument aux morts)        |
| Poilu au repos (monument aux morts) | Copie d'après Étienne Camus | Poule-les-Écharmeaux | En face de l'église, à côté de la mairie et de la caserne des pompiers |                                            | 1921                                       | à géolocaliser                             | Image manquante                            |
| Poilu au repos (monument aux morts) | Copie d'après Étienne Camus | Yzeron               | À déterminer                                                           |                                            | À déterminer                               | à géolocaliser                             | Image manquante                            |

### Fontaines
| Œuvre | Auteur | Commune      | Localisation                                       | Notes                                              | Installation                                       | Coordonnées                                        | Illustration                                       |
| ----- | ------ | ------------ | -------------------------------------------------- | -------------------------------------------------- | -------------------------------------------------- | -------------------------------------------------- | -------------------------------------------------- |
|       |        | Lyon         | Voir la liste d'œuvres d'art public à Lyon         | Voir la liste d'œuvres d'art public à Lyon         | Voir la liste d'œuvres d'art public à Lyon         | Voir la liste d'œuvres d'art public à Lyon         | Voir la liste d'œuvres d'art public à Lyon         |
|       |        | Villeurbanne | Voir la liste d'œuvres d'art public à Villeurbanne | Voir la liste d'œuvres d'art public à Villeurbanne | Voir la liste d'œuvres d'art public à Villeurbanne | Voir la liste d'œuvres d'art public à Villeurbanne | Voir la liste d'œuvres d'art public à Villeurbanne |